# フーコック国際空港
フーコック国際空港（フーコックこくさいくうこう、ベトナム語: Sân bay quốc tế Phú Quốc, 英語: Phu Quoc International Airport）は、ベトナム南部のキエンザン省フーコック島にある国際空港である。

## 概要
フーコック島ズオンドンより南7km付近に900ヘクタールの面積で建設された。この空港は1本の滑走路、1つのターミナルで年間乗降客7万人を予定している。2012年に第一期部分が完成の予定であった。
2012年12月2日に開業した。開業に伴い、ズオンドン中心部から約900mほどの位置にあった旧フーコック空港は12月1日に閉鎖された。

## 就航航空会社と就航路線
| 航空会社               | 就航地                                                                                              |
| ---------------------- | --------------------------------------------------------------------------------------------------- |
| ベトナム航空           | ホーチミン、ハノイ 上海浦東                                                                         |
| ベトジェットエア       | ホーチミン、ハノイ、ハイフォン、トースアン、ヴィン、ダナン、ニャチャン 香港、ソウル/仁川、台北/桃園 |
| バンブー・エアウェイズ | ホーチミン、ハノイ、ハイフォン、ダナン、カントー                                                    |
| ベトラベル航空         | ホーチミン                                                                                          |
| タイ・ベトジェットエア | バンコク/スワンナプーム                                                                             |
| エアアジア             | クアラルンプール                                                                                    |
| グレーターベイ航空     | 香港(2025年7月16日より運航開始予定)                                                                 |

2023年8月現在